# Hans Janowitz
Hans Janowitz (* 2. Dezember 1890 in Podiebrad, Österreich-Ungarn, heute Tschechien; † 25. Mai 1954 in New York, NY) war ein österreichisch-deutsch-US-amerikanischer Autor.

## Leben
Janowitz war Offizier im Ersten Weltkrieg, aus dem er als Pazifist zurückkehrte. Er traf kurz nach Kriegsende den gleichgesinnten Carl Mayer in Berlin und erhielt von ihm den Anstoß, als Autor tätig zu werden. Gemeinsam schrieben sie das Drehbuch zu Das Cabinet des Dr. Caligari, das 1919/20 unter der Regie von Robert Wiene verfilmt wurde. Der Film ist eines der herausragenden Werke des deutschen Filmexpressionismus.
Janowitz arbeitete danach noch für zwei Filme Friedrich Wilhelm Murnaus. 1922 beteiligte er sich als Gesellschafter an der Gründung der Comedia Film GmbH (1922–1926). Janowitz betätigte sich danach als Schriftsteller und Übersetzer. Aus seiner Feder flossen die Romane Jazz (1927, Neuausgabe im Weidle Verlag, Bonn 1999) und So wie die anderen und die Gedichtbände Requiem, Asphaltballaden und Phantasien in New York. 1939 emigrierte er in die USA. Dort wurde er Manager der Jan Villon Perfume Co.
Hans Janowitz war der Bruder des Schriftstellers Franz Janowitz (1892–1917).
2016 wurde eine Auswahl seiner Gedichte zusammen mit einer Kurzbiografie in einer deutsch-tschechischen Anthologie neu aufgelegt. Einen Teil der Druckkosten übernahm seine Geburtsstadt Podiebrad/Poděbrady. Im Mai 2017 wurde der Band in der Maisel-Synagoge Prag vorgestellt.

## Filmografie
- 1920: Ewiger Strom
- 1920: Das Cabinet des Dr. Caligari
- 1920: Der Januskopf
- 1921: Die Geliebte Roswolskys
- 1921: Zirkus des Lebens
- 1921: Marizza, genannt die Schmugglermadonna
- 1921: Die schwarze Pantherin
- 1923: Mutter, dein Kind ruft!